# Cobalt (журнал)
Cobalt (яп. コバルト Кобаруто, англ. «кобальт») — японский журнал, представляющий собой антологию произведений в жанре сёдзё (предназначенный для молодых девушек). Главный редактор — Яёи Тамура  (яп. 田村弥生 Тамура Яёи). С мая 1976 года журнал два раза в месяц выпускается компанией Shueisha. Кроме того, под лейблом Cobalt Shueisha выпускает книги лайт-новел, которые предварительно по главам публикуются в этом же журнале.

## АвторыCobalt
- Оюки Конно
  - Maria-sama ga Miteru
- Мидзуэ Тани
  - Hakushaku to Yousei
- Мидзуна Кувабара
  - Mirage of Blaze
- Мари Фудзивара
- Саори Куми
- Канан Норихара
- Синобу Суга
- Дзиро Акагава
- Юмэка Сумомо
  - Yume no tsurugi